# Привал странников
«Привал странников» — советский трёхсерийный телевизионный фильм, детектив по книге А. Я. Степанова.

## Сюжет
Действие фильма происходит примерно в 1990 году.
Отставной милиционер, полковник Смирнов (Ю. Стосков) приезжает в Москву похлопотать о пенсии. Он встречается со старыми друзьями: журналистом Спиридоновым (И. Богодух) и писателем Ломидзе (Г. Кавтарадзе). Друзья обедают в кооперативном кафе «Привал странников», которое на следующий день прекращает свою деятельность. Попытка участкового выяснить, почему закрылось кафе, не удаётся из-за его внезапной гибели. Понимая, что закрытие кафе связано с какой-то серьёзно охраняемой тайной, три друга начинают частное расследование, которое приводит к открытию пугающей правды.
Съёмки фильма проводились в Москве и Подмосковье, в том числе в Калининграде Московской области.

## В ролях
- Юрий Стосков — Смирнов Александр Иванович
- Георгий Кавтарадзе — Гиви Ломидзе
- Игорь Богодух — Алька Спиридонов
- Юрий Соломин — Владлен Андреевич Греков
- Михаил Волков — генерал МУРа Сергей Всеволодович Ларионов
- Алексей Симановский— капитан Махов
- Сергей Проханов — бармен Денис
- Анатолий Равикович — Миня Мосин
- Александр Бордуков — Лёшка «Американец»
- Владимир Борисов — Сырцов
- Павел Белозёров — капитан Покатилов
- Валерия Устинова — Галочка
- Сергей Балабанов — участковый Трындин
- Игорь Воробьев — официант Жека
- Борис Гитин — Шакин
- Валентин Голубенко — лже-майор
- Геннадий Матвеев — Вова
- Владимир Чуприков — лейтенант Ночёвкин
- Юрий Шерстнёв — Палёный
- Андрей Щербович-Вечер — Человек с татуировкой
- Сергей Яковлев — Глеб Дмитриевич Ферапонтов

## Съёмочная группа
- Режиссёр: Александр Бланк
- Сценарист: Анатолий Степанов
- Оператор: Тимур Зельма
- Художник: Виктор Монетов
- Постановщики трюков: Сергей Шолохов, Алексей Лубны
- Каскадёры — Игорь Новоселов, Сергей Воробьёв